# Призове
Призове́ — село в Україні, у Юр'ївській селищній громаді Павлоградського району Дніпропетровської області. Населення за переписом 2001 року становить 133 особи.

## Географія
Село Призове знаходиться на правому березі річки Мала Тернівка, вище за течією на відстані 1 км розташоване село Весела Гірка, нижче за течією на відстані 1,5 км розташоване село В'язівське-Водяне, на протилежному березі — село Варварівка.

## Історія
Під час організованого радянською владою Голодомору 1932—1933 років помер щонайменше 21 житель села.
Назву села пов'язують із місцевим поміщиком паном Призом. Пан Приз (ім'я не відоме), володів маєтком у селі. За радянської влади, панський маєток було перетворено на сільську школу. Після розпаду СРСР, старовинна будівля почала занепадати, у 1990-х роках була розібрана на будівельні матеріали. Сьогодні від маєтку лишився лише фундамент. 
У 2016 - 2020 роках перебувало у складі Варварівської сільської громади.
12 червня 2020 року, відповідно до розпорядження Кабінету Міністрів України № 709-р «Про визначення адміністративних центрів та затвердження територій територіальних громад Дніпропетровської області», увійшло до складу Юр'ївської селищної громади.
19 липня 2020 року, в результаті адміністративно-територіальної реформи та ліквідації Юр'ївського району, село увійшло до складу Павлоградського району.

## Пам'ятки

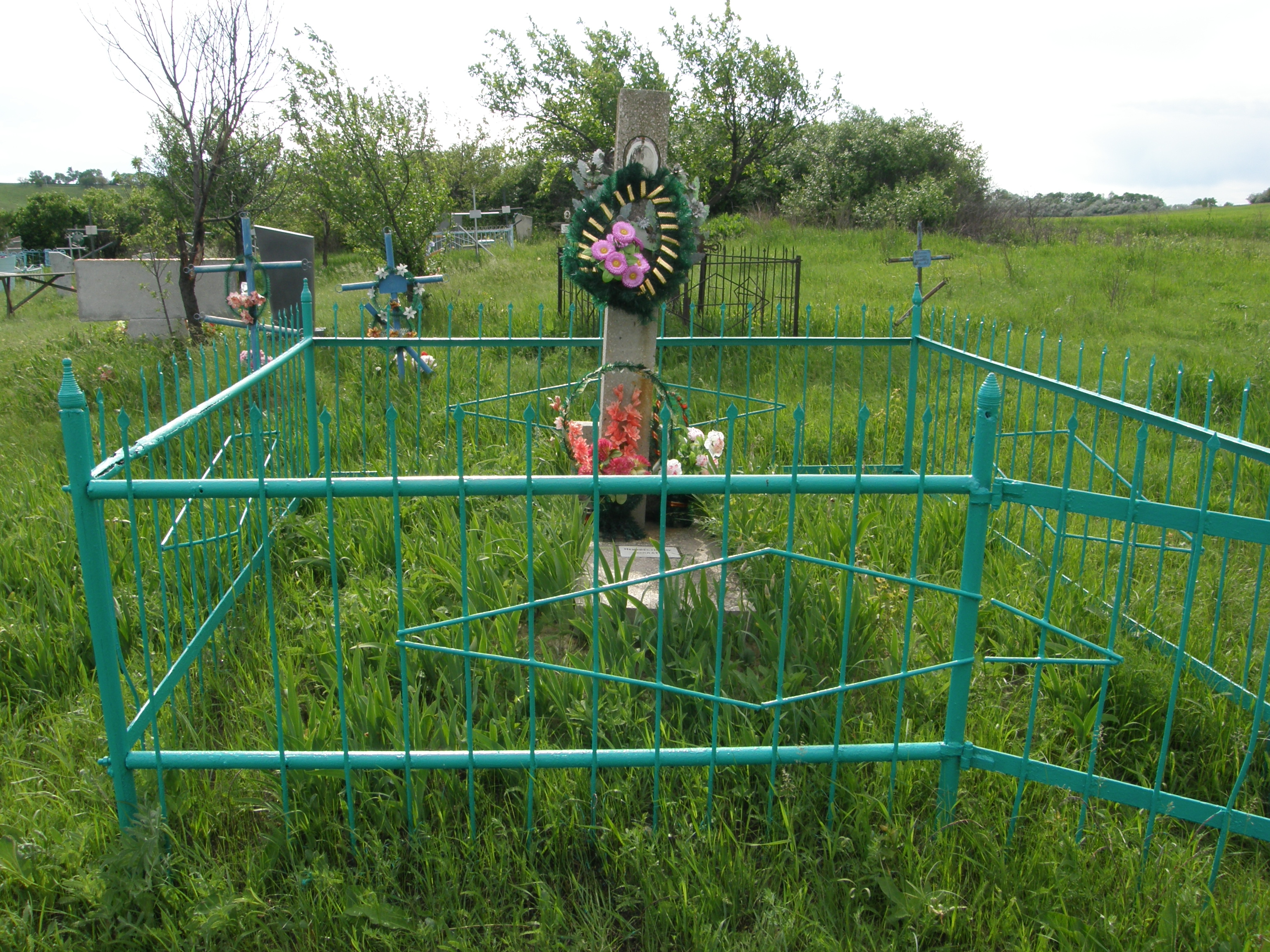
Могила радянського воїна в с. Призове

На північно-східній околиці села, на громадському кладовищі, розташована могила радянського воїна. Поховані два воїни 25-ї гвардійської ім. В. І. Чапаєва стрілецької дивізії 6-ї армії Північно-Західного фронту, які загинули 19 вересня 1943 року під час визволення села від німецько-фашистських загарбників. У 1960 році на могилі встановили обеліск.
Територія пам'ятки 3,0×4.0 м.
На надгробній плиті вмонтована металева меморіальна дошка з текстом «НЕИЗВЕСТНОМУ СОЛДАТУ».
Поховання та територія пам'ятки упорядковані.

## Флора і фауна
Село Призове розташоване на березі річки Мала Тернівка, що утворює широкі луки, тому тут досі збереглися ділянки незайманої природа. Серед тварин тут зустрічаються сарна європейська, заєць сірий, лисиця звичайна, їжак європейський, гадюка степова, мідянка звичайна, сова вухата, шуліка.
Флора представлена численними терновими гаями, численний берест, верба, ковила, очерет, рогіз.

## Інтернет-посилання
- Погода в селі Призове